# Hypsosinga
Hypsosinga is een geslacht van wielwebspinnen en omvat 15 soorten.

## Soorten
- Hypsosinga alberta (Levi, 1972)
- Hypsosinga alboria (Yin et al., 1990)
- Hypsosinga albovittata (Westring, 1851)
- Hypsosinga clax (Oliger, 1993)
- Hypsosinga funebris (Keyserling, 1892)
- Hypsosinga groenlandica (Simon, 1889)
- Hypsosinga heri (Hanh, 1831)
- Hypsosinga lithyphantoides (Caporiacco, 1947)
- Hypsosinga pygmaea (Sundevall, 1831)
- Hypsosinga rubens (Hentz, 1847)
- Hypsosinga sanguinea (C.L.Koch, 1844)
- Hypsosinga taprobanica (Simon, 1895)
- Hypsosinga turkmenica (Bakhvalov, 1978)
- Hypsosinga vaulogeri (Simon, 1909)
- Hypsosinga wanica (Song, Qian & Gao, 1996)